# Diaspidiotus slavonicus
Diaspidiotus slavonicus är en insektsart som först beskrevs av Green 1934.  Diaspidiotus slavonicus ingår i släktet Diaspidiotus och familjen pansarsköldlöss. Inga underarter finns listade i Catalogue of Life.